# Orimarga attenuata
Orimarga attenuata là một loài ruồi trong họ Limoniidae. Chúng phân bố ở miền Cổ bắc.